# Nildo Viera
Nildo Arturo Viera Recalde (San Lorenzo, Paraguay; 20 de marzo de 1993) es un futbolista paraguayo. Juega de delantero en Guaraní de Fram de la División Intermedia de Paraguay.

## Trayectoria
Viera comenzó su carrera en el Club Guaraní en 2010, donde debutó en la Primera División el 4 de diciembre ante el Rubio Ñú. En la temporada 2013-14, fue cedido al Gimnasia (CdU) del Torneo Federal A de Argentina.
En 2016 se unió al River Plate luego de seis años en Guaraní. Con el club descendió a la segunda categoría en su primer año, regresando al primer nivel en la División Intermedia 2018.
En julio de 2019, dejó River Plate y fichó en el Sol de América.
A mitad de la temporada 2022, Viera se incorporó al Guaireña FC el 2 de julio.

## Estadísticas
Actualizado al último partido disputado el 29 de enero de 2023
| Club                        | Div.          | Temporada     | Liga  | Liga  | Copas nacionales | Copas nacionales | Copas internacionales | Copas internacionales | Total | Total |
| Club                        | Div.          | Temporada     | Part. | Goles | Part.            | Goles            | Part.                 | Goles                 | Part. | Goles |
| --------------------------- | ------------- | ------------- | ----- | ----- | ---------------- | ---------------- | --------------------- | --------------------- | ----- | ----- |
| Club Guaraní Paraguay       | 1.ª           |               |       |       |                  |                  |                       |                       |       |       |
| Club Guaraní Paraguay       | 1.ª           | 2011          | 12    | 2     | —                | —                | —                     | —                     | 13    | 3     |
| Club Guaraní Paraguay       | 1.ª           | 2012          | 2     | 0     | —                | —                | —                     | —                     | 2     | 0     |
| Club Guaraní Paraguay       | 1.ª           | 2014          | 3     | 0     | —                | —                | —                     | —                     | 3     | 0     |
| Club Guaraní Paraguay       | 1.ª           | 2015          | 2     | 0     | —                | —                | 0                     | 0                     | 2     | 0     |
| Club Guaraní Paraguay       | 1.ª           | 2016          | 3     | 1     | —                | —                | 0                     | 0                     | 3     | 1     |
| Club Guaraní Paraguay       | Total club    | Total club    | 23    | 4     | 0                | 0                | 0                     | 0                     | 23    | 4     |
| Sportivo Carapeguá Paraguay | 1.ª           | 2013          | 9     | 0     | —                | —                | —                     | —                     | 9     | 0     |
| Sportivo Carapeguá Paraguay | Total club    | Total club    | 9     | 0     | 0                | 0                | 0                     | 0                     | 9     | 0     |
| Gimnasia (CdU) Argentina    | 3.ª           | 2013-14       | 8     | 1     | 2                | 0                | —                     | —                     | 10    | 1     |
| Gimnasia (CdU) Argentina    | Total club    | Total club    | 8     | 1     | 2                | 0                | 0                     | 0                     | 10    | 1     |
| River Plate Paraguay        | 1.ª           | 2016          | 8     | 1     | —                | —                | —                     | —                     | 0     | 0     |
| River Plate Paraguay        | 2.ª           | 2017          | ?     | ?     | —                | —                | —                     | —                     | ?     | ?     |
| River Plate Paraguay        | 2.ª           | 2018          | ?     | ?     | —                | —                | —                     | —                     | ?     | ?     |
| River Plate Paraguay        | 1.ª           | 2019          | 19    | 8     | —                | —                | —                     | —                     | 0     | 0     |
| River Plate Paraguay        | Total club    | Total club    | ?     | 0     | 0                | 0                | 0                     | 0                     | ?     | ?     |
| Sol de América Paraguay     | 1.ª           | 2019          | 20    | 2     | —                | —                | —                     | —                     | 20    | 2     |
| Sol de América Paraguay     | 1.ª           | 2020          | 27    | 8     | —                | —                | 4                     | 2                     | 31    | 10    |
| Sol de América Paraguay     | 1.ª           | 2021          | 18    | 2     | —                | —                | 2                     | 1                     | 20    | 3     |
| Sol de América Paraguay     | 1.ª           | 2022          | 9     | 1     | —                | —                | —                     | —                     | 9     | 1     |
| Sol de América Paraguay     | Total club    | Total club    | 74    | 13    | 0                | 0                | 6                     | 3                     | 80    | 16    |
| Guaireña FC Paraguay        | 1.ª           | 2022          | 18    | 8     | —                | —                | 0                     | 0                     | 18    | 8     |
| Guaireña FC Paraguay        | 1.ª           | 2023          | 1     | 1     | —                | —                | —                     | —                     | 1     | 1     |
| Guaireña FC Paraguay        | Total club    | Total club    | 19    | 9     | 0                | 0                | 0                     | 0                     | 19    | 9     |
| Total carrera               | Total carrera | Total carrera | ?     | ?     | 0                | 0                | 0                     | 0                     | ?     | ?     |

## Palmarés

### Títulos nacionales
| Título           | Club        | País     | Año  |
| ---------------- | ----------- | -------- | ---- |
| Segunda División | River Plate | Paraguay | 2018 |